# Züblin Immobilien Holding
Die Züblin Immobilien Holding AG mit Sitz in Zürich ist eine Schweizer Immobiliengesellschaft. Sie investiert in Büroliegenschaften in ausgewählten europäischen Wirtschaftsregionen und besitzt per 31. März 2025 6 Immobilien im Wert von 235,6 Mio. Schweizer Franken in der Schweiz. Das Unternehmen beschäftigt 4 Mitarbeiter und erwirtschaftete im Geschäftsjahr 2024/2025 einen Umsatz aus Mieterträgen von 9,43 Millionen Franken. Die Aktien der Züblin Immobilien Holding sind an der Schweizer Börse SWX Swiss Exchange kotiert.
Das Unternehmen hat ihren Ursprung in dem von Eduard Züblin gegründeten Baugeschäft. Im Zuge der schweren Krise der Schweizer Baubranche während der 1990er Jahre geriet Züblin in eine Krise und musste Ende der 1990er saniert werden. Hierbei wurde das Baugeschäft veräussert und das Unternehmen in eine Immobiliengesellschaft umgewandelt.